# Rod Laver

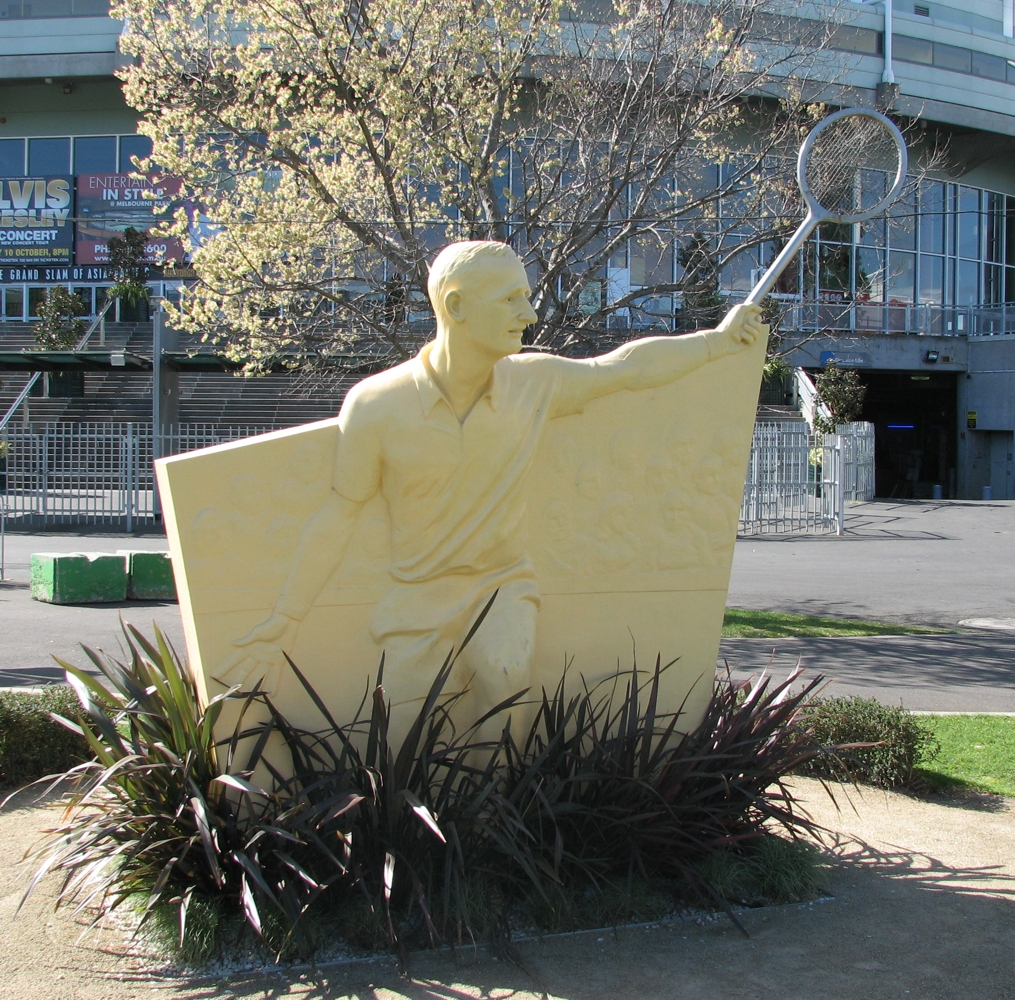
Pomnik Roda Lavera przed kortem centralnym Melbourne Park - Rod Laver Arena

Rodney George Laver, Rod Laver (ur. 9 sierpnia 1938 w Rockhampton, Queensland) – australijski tenisista, zwycięzca jedenastu turniejów wielkoszlemowych w grze pojedynczej, jedyny w historii zawodnik, który dwukrotnie zdobył klasycznego Wielkiego Szlema, zdobywca Pucharu Davisa.
Jest uważany za jednego z najwybitniejszych graczy w historii tenisa. Leworęczny, utalentowany woleista, uchodził za tenisistę kompletnego. Grał ekonomicznie, umiejętnie rozkładając siły i wykorzystując żelazną kondycję. Dominował w męskim tenisie na początku lat 60.; Wielki Szlem – zwycięstwa w czterech najbardziej prestiżowych turniejach tenisowych w ciągu roku – osiągnął zarówno jako amator, jak i zawodowiec na początku ery "open" tenisa. Był również skutecznym deblistą, w Wielkim Szlemie odnosząc sześć zwycięstw w deblu i jedno w mikście.
Pierwszy turniej wielkoszlemowy – mistrzostwa Australii – wygrał w 1960, pokonując w finale w pięciu setach rodaka Neale Frasera. W 1961 triumfował w turnieju wimbledońskim, a rok później wygrał wszystkie imprezy wielkoszlemowe, powtarzając wyczyn Dona Budge'a z 1938. Przeszedł w tymże roku do grona tenisistów zawodowych, gdzie toczył pojedynki z takimi graczami jak Pancho González czy Ken Rosewall. Wygrał m.in. pięciokrotnie US Professional Singles Championships, nie mógł jednak jako zawodowiec rywalizować w turniejach wielkoszlemowych, dostępnych ówcześnie jedynie amatorom.
Po reformie tenisa w 1968, kiedy dopuszczono do rywalizacji wielkoszlemowej dotychczasowych zawodowców, został pierwszym mistrzem Wimbledonu w erze "open". W 1969 po raz drugi w karierze skompletował Wielkiego Szlema, pokonując w finałach poszczególnych imprez Andrésa Gimeno (Australian Open), Kena Rosewalla (French Open), Johna Newcombe'a (Wimbledon) i Tony Roche'a (US Open). W latach 1961–1970 ustanowił serię 31 zwycięstw w turnieju wimbledońskim, poprawioną po dziesięciu latach przez Szweda Björna Borga. Jako pierwszy tenisista zawodowy przekroczył milion dolarów w oficjalnych zarobkach.
Poza turniejami wielkoszlemowymi wygrywał m.in. Italian Open w Rzymie – dwukrotnie w singlu (1962, 1971), raz w deblu (1962). Łącznie triumfował w 52 turniejach zawodowych, w finale przegrywał 21-krotnie. Był klasyfikowany na pozycji nr 1 na świecie przed przejściem na zawodowstwo (1961, 1962), a także w erze "open" (1968, 1969). W czołowej dziesiątce światowej figurował w latach 1959–1962 i 1968–1974, kończąc karierę w 1974 zajmował miejsce 10.
Przyczynił się do pięciu triumfów Australii w Pucharze Davisa. Występował w barwach narodowych regularnie w latach 1959–1962, a także w 1973, kiedy po raz pierwszy dozwolono byłym profesjonalistom startować w Pucharze Davisa. Grał także w Pucharze Świata, przyczyniając się do zdobycia przez Australię tego trofeum w 1972, 1974 i 1975.
Wielu ekspertów tenisa uważa, że gdyby nie przerwa na tenis zawodowy w latach 60. Laver wygrałby więcej turniejów wielkoszlemowych, być może poprawiając osiągnięcie Roya Emersona, który triumfował w dwunastu turniejach Wielkiego Szlema.
W 1981 został uhonorowany miejscem w Międzynarodowej Tenisowej Galerii Sławy. Od 2000 imię Roda Lavera nosi kort centralny obiektu Melbourne Park (Rod Laver Arena), gospodarz turnieju Australian Open.
Wygrane i finały wielkoszlemowe:
- Australian Open
  - gra pojedyncza: wygrane 1960, 1962, 1969, finał 1961
  - gra podwójna: wygrane 1959, 1960, 1961, 1969
  - gra mieszana: finał 1959
- French Open
  - gra pojedyncza: wygrane 1962, 1969, finał 1968
  - gra podwójna: wygrana 1961, finały 1968, 1969
  - gra mieszana: wygrana 1961, finał 1959
- Wimbledon
  - gra pojedyncza: wygrane 1961, 1962, 1968, 1969, finały 1959, 1960
  - gra podwójna: wygrana 1971, finał 1959
  - gra mieszana: finały 1959, 1960
- US Open
  - gra pojedyncza: wygrane 1962, 1969, finały 1960, 1961
  - gra podwójna: finały 1960, 1970, 1973